# KNVB-Pokal 1927/28
Der KNVB-Pokal 1927/28 war die 26. Auflage des niederländischen Fußball-Pokalwettbewerbs. Pokalsieger wurde RC Heemstede. Das Team setzte sich im Finale gegen PEC Zwolle durch.

## Modus
Alle Begegnungen wurden in einem Spiel ausgetragen. Bei unentschiedenem Ausgang kam die auswärts spielende Mannschaft eine Runde weiter.

## 1. Runde
|                       | Ergebnis |                           |
| --------------------- | -------- | ------------------------- |
| ADW Amsterdam         | 3:0      | VV Watergraafsmeer        |
| VV Alphia             | 2:6      | Leonidas Rotterdam        |
| APGS Amsterdam        | 1:2      | SDW Amsterdam             |
| VV Assendelft         | 3:1      | ZRC Amsterdam             |
| AVOG Amsterdam        | 1:4      | ZVV Zilvermeeuwen         |
| SV Baarn              | 3:1      | DSV Amsterdam             |
| Be Quick Zutphen      | 3:2      | HVG Arnheim               |
| BEC Delft             | 5:0      | OSS Dordrecht             |
| BVV Borne             | 4:2      | Rijssen Vooruit           |
| Celeritas Den Haag    | 3:2      | VV Vlaardingen            |
| DSV Concordia Delft   | 3:2      | AVV Alphen                |
| DCL Rotterdam         | 2:0      | FC Delfia                 |
| ASV De Germaan        | 0:2      | Rapiditas Weesp           |
| BVV De Kennemers      | 05:0 1   | Hortus Amsterdam          |
| AVV De Volewijckers   | 5:0      | TDO Amsterdam             |
| DVV Delft             | 6:2      | HDV Den Haag              |
| Dierensche Boys       | 0:5      | Hertog Hendrik Arnheim    |
| VV Ede                | 1:5      | SML Arnheim               |
| Eibergsche Boys       | 1:4      | WVC Winterswijk           |
| Electra Amsterdam     | 5:1      | VV Schinkelhaven          |
| EVC Edam              | 2:3      | SV De Meteoor             |
| Fluks Dordrecht       | 3:1      | VV Hoek van Holland       |
| SV Gouda              | 7:1      | DVC Deventer              |
| VV Haaksbergen        | 05:0 1   | DLO Doetinchem            |
| USV Holland           | 1:3      | VV Heemskerk              |
| KVV Krommenie         | 3:3      | RCA Amsterdam             |
| MAAS Maassluis        | 1:1      | VV ONA Gouda              |
| VV Naaldwijk          | 2:4      | RFC Rotterdam             |
| ODE Amsterdam         | 1:7      | DWS Amsterdam             |
| OSV Oostzaan          | 4:1      | AVV Amsterdam             |
| VV Purmersteijn       | 3:7      | VV Oosterpark             |
| AFC Quick 1890        | 1:4      | OVVO Amsterdam            |
| KVV Quick Boys        | 2:2      | OB Delft                  |
| VV Rheden             | 1:2      | WSV Woensel               |
| RVC Rijswijk          | 1:1      | DHS Schiedam              |
| 's-Gravenzandse VV    | 1:1      | SV De Musschen            |
| SVV Scheveningen      | 4:1      | SIOD Rotterdam            |
| SVV Schiedam          | 0:2      | VV Leerdam                |
| VV Schoten            | 3:6      | VV Kinheim                |
| VV Sliedrecht         | 1:8      | The Rising Hope Rotterdam |
| VV Sloterdijk         | 1:3      | LOC Amsterdam             |
| SSC Steenwijk         | 0:2      | Groninger Boys            |
| SV TEC                | 1:0      | Spatram Arnheim           |
| THB Haarlem           | 1:3      | LFC Leiden                |
| TOG Amsterdam         | 1:1      | BSV Allen Weerbaar        |
| TSC Oosterhout        | 1:2      | Hero Breda                |
| UDI Rotterdam         | 0:0      | VDS Den Haag              |
| Victoria Hilversum    | 1:1      | ZVV Zaanlandia            |
| VOGEL Den Haag        | 0:3      | USC Rotterdam             |
| CVV Vriendenschaar    | 7:1      | SCA Amsterdam             |
| VVO Velp              | 3:3      | SV Theothorne             |
| WGW Den Helder        | 3:2      | SV Rap Amsterdam          |
| VV Wijhe              | 2:2      | VV Steenwijk              |
| ZVV Zaandijk          | 2:5      | EDW Amsterdam             |
| VV Zwanenburg         | 0:2      | SV Oranje Wit             |
| SV Almelo             | Freilos  |                           |
| AVW Arnheim           | Freilos  |                           |
| MEVO Alkmaar          | Freilos  |                           |
| SLTO Amsterdam        | Freilos  |                           |
| Het Noorden Rotterdam | Freilos  |                           |

## 2. Runde
|                          | Ergebnis |                           |
| ------------------------ | -------- | ------------------------- |
| AFC Amsterdam            | 2:5      | ADW Amsterdam             |
| Alcmaria Victrix         | 13:10    | RCA Amsterdam             |
| Ajax Sportman Combinatie | 4:0      | VV ONA Gouda              |
| RSC Alliance             | 0:1      | Hero Breda                |
| SV Almelo                | 3:1      | Be Quick Zutphen          |
| Arnhemse Boys            | 4:1      | VV Gelria Velp            |
| AZC Zutphen              | 00:5 1   | TSV Theole                |
| BEC Delft                | 1:1      | RV & AV Steeds Hooger     |
| BFC Bussum               | 2:1      | SV Baarn                  |
| BVC Bloemendaal          | 6:1      | Rapiditas Weesp           |
| Celeritas Den Haag       | 1:5      | GVV Unitas                |
| DSV Concordia Delft      | 1:1      | BMT Den Haag              |
| CVV Rotterdam            | 3:0      | DVV Delft                 |
| SV De Meteoor            | 0:5      | SLTO Amsterdam            |
| AVV De Volewijckers      | 2:2      | WFC Wormerveer            |
| DHS Schiedam             | 2:2      | DHC Delft                 |
| EDW Amsterdam            | 3:1      | VV Assendelft             |
| Fluks Dordrecht          | 1:1      | Leonidas Rotterdam        |
| Fortuna Vlaardingen      | 6:3      | SV De Musschen            |
| Geel Zwart Enschede      | 3:2      | BVV Borne                 |
| RKSV GOLTO               | 6:0      | VV Rigtersbleek           |
| SV Gouda                 | 5:1      | RFC Rotterdam             |
| VV Haaksbergen           | 2:2      | WVC Winterswijk           |
| HFC Haarlem              | 5:5      | VV Oosterpark             |
| VV Heemskerk             | 2:0      | HFC Helder                |
| Heerlen Sport            | 2:3      | VVV-Venlo                 |
| Hertog Hendrik Arnheim   | 2:4      | HVV Hengelo               |
| Hollandia Hoorn          | 6:3      | OSV Oostzaan              |
| Heldersche RC            | 1:1      | Kooger FC                 |
| HSC Harlingen            | 2:1      | Groninger Boys            |
| HVC Amersfoort           | 5:1      | BSV Allen Weerbaar        |
| VV Kinheim               | 2:3      | Electra Amsterdam         |
| VV Leerdam               | 2:3      | Het Noorden Rotterdam     |
| LFC Leiden               | 4:0      | ODS Kampen                |
| VV Merwede               | 0:3      | RV & AV Overmaas          |
| MEVO Alkmaar             | 6:1      | MVAV Middelburg           |
| MSV Maastricht           | 2:5      | SV Zwolsche Boys          |
| RV & AV Neptunus         | 10:00    | LSV Leerdam               |
| VV Noordster             | 6:3      | VV Hoogezand              |
| VV Oosterbeek            | 2:1      | AVW Arnheim               |
| SV Oranje Wit            | 1:4      | VV Boxtel                 |
| OVVO Amsterdam           | 2:3      | BVV De Kennemers          |
| Quick Den Haag           | 5:0      | DCL Rotterdam             |
| SVV Scheveningen         | 2:4      | OB Delft                  |
| SDW Amsterdam            | 2:2      | DEC Amsterdam             |
| SML Arnheim              | 6:1      | RODA Hooge Zwaluwe        |
| VV Steenwijk             | 5:3      | Friesche VC               |
| SVV Schiedam             | 3:3      | The Rising Hope Rotterdam |
| SV TEC                   | 0:2      | Eendracht Arnheim         |
| SV Theothorne            | 2:7      | PEC Zwolle                |
| VDS Den Haag             | 3:4      | SVW Gorinchem             |
| Velox Utrecht            | 5:3      | DWS Amsterdam             |
| VIOS Den Haag            | 3:8      | RFC Xerxes                |
| VC Vlissingen            | 4:3      | ZVV Zaanlandia            |
| Voorwaarts Utrecht       | 1:3      | USC Rotterdam             |
| VOS Venlo                | 0:1      | VV Tegelen                |
| CVV Vriendenschaar       | 2:1      | VVA Amsterdam             |
| VV West Frisia           | 2:4      | ZVV Zilvermeeuwen         |
| WSV Woensel              | 4:1      | KHC Kampen                |
| ZVV Zaanlandia           | 4:1      | WGW Den Helder            |
| Zandvoortsche VV         | 2:3      | AVV Zeeburgia             |
| ZVV Zaandam              | 5:0      | LOC Amsterdam             |

## 3. Runde
|                            | Ergebnis |                           |
| -------------------------- | -------- | ------------------------- |
| MVV Alcides                | 6:2      | Zwolsche AC               |
| Alcmaria Victrix           | 2:1      | Stormvogels IJmuiden      |
| Arnhemse Boys              | 2:3      | Feijenoord Rotterdam      |
| BVC Bloemendaal            | 3:2      | Fortuna Vlaardingen       |
| VV Boxtel                  | 1:3      | BFC Bussum                |
| CVV Rotterdam              | 5:0      | OB Delft                  |
| BVV De Kennemers           | 2:5      | The Rising Hope Rotterdam |
| Dordrechtsche FC           | 13:00    | VC Vlissingen             |
| Haarlemse FC EDO           | 3:2      | Ajax Amsterdam            |
| EDW Amsterdam              | 0:6      | WFC Wormerveer            |
| FC Eindhoven               | 7:2      | VVV-Venlo                 |
| Electra Amsterdam          | 0:2      | DEC Amsterdam             |
| Sportclub Enschede         | 2:4      | DHC Delft                 |
| Enschedesche Boys          | 4:0      | HSC Harlingen             |
| Geel Zwart Enschede        | 1:4      | PEC Zwolle                |
| Go Ahead Deventer          | 5:0      | SV Almelo                 |
| RKSV GOLTO                 | 4:1      | Vitesse Arnheim           |
| HVV Helmond                | 2:2      | MEVO Alkmaar              |
| Hero Breda                 | 1:3      | VV Tegelen                |
| FC Hilversum               | 8:1      | Eendracht Arnheim         |
| Hollandia Hoorn            | 3:0      | Excelsior Rotterdam       |
| Leonidas Rotterdam         | 1:1      | ZVV Zilvermeeuwen         |
| NAC Breda                  | 1:4      | Sparta Rotterdam          |
| RV & AV Neptunus           | 5:3      | Kooger FC                 |
| VV Oosterbeek              | 1:2      | VV Leeuwarden             |
| RV & AV Overmaas           | 4:1      | TSV Theole                |
| Quick Den Haag             | 0:3      | Koninklijke HFC           |
| RC Heemstede               | 10:10    | HVC Amersfoort            |
| AV & CV Robur et Velocitas | 1:1      | Blauw Wit Amsterdam       |
| SLTO Amsterdam             | 0:2      | DOTO Deventer             |
| SML Arnheim                | 13:00    | Achilles 1894             |
| VV Steenwijk               | 1:2      | Be Quick 1887             |
| SVW Gorinchem              | 3:3      | RV & AV Steeds Hooger     |
| HVV 't Gooi                | 3:2      | HVV Hengelo               |
| Het Noorden Rotterdam      | 0:1      | VV Heemskerk              |
| UVV Utrecht                | 6:1      | BMT Den Haag              |
| VV Veendam                 | 4:0      | VV Noordster              |
| Velox Utrecht              | 01:10    | HBS Craeyenhout           |
| CVV Vriendenschaar         | 1:6      | LFC Leiden                |
| WVV Wageningen             | 2:3      | Ajax Sportman Combinatie  |
| Wilhelmina Den Bosch       | 0:3      | SV Gouda                  |
| WSV Woensel                | 4:3      | ADW Amsterdam             |
| WVC Winterswijk            | 3:4      | AGOVV Apeldoorn           |
| RFC Xerxes                 | 7:4      | VUC Den Haag              |
| ZVV Zaanlandia             | 1:8      | GVV Unitas                |
| AVV Zeeburgia              | 4:4      | GVV Velocitas 1897        |
| Zaanlandsche FC            | 4:2      | USC Rotterdam             |
| ZVV Zaandam                | 1:4      | VV Oosterpark             |
| SV Zwolsche Boys           | 2:4      | GVAV Rapiditas            |
| Heracles Almelo            | Freilos  |                           |

## 4. Runde
|                          | Ergebnis |                           |
| ------------------------ | -------- | ------------------------- |
| AGOVV Apeldoorn          | 1:2      | LFC Leiden                |
| Ajax Sportman Combinatie | 0:2      | Koninklijke HFC           |
| BFC Bussum               | 1:3      | Heracles Almelo           |
| BVC Bloemendaal          | 3:3      | RFC Xerxes                |
| DHC Delft                | 6:1      | HBS Craeyenhout           |
| FC Eindhoven             | 7:2      | VV Tegelen                |
| Enschedesche Boys        | 8:1      | MVV Alcides               |
| Go Ahead Deventer        | 3:2      | Sparta Rotterdam          |
| VV Heemskerk             | 0:3      | Feijenoord Rotterdam      |
| Hollandia Hoorn          | 2:1      | Haarlemse FC EDO          |
| VV Leeuwarden            | 5:2      | RKSV GOLTO                |
| MEVO Alkmaar             | 2:6      | Dordrechtsche FC          |
| RV & AV Neptunus         | 1:4      | DEC Amsterdam             |
| VV Oosterpark            | 0:0      | Blauw Wit Amsterdam       |
| RV & AV Overmaas         | 3:4      | FC Hilversum              |
| PEC Zwolle               | 7:1      | GVAV Rapiditas            |
| RC Heemstede             | 4:1      | The Rising Hope Rotterdam |
| SML Arnheim              | 4:1      | GVV Velocitas 1897        |
| HVV 't Gooi              | 3:3      | CVV Rotterdam             |
| GVV Unitas               | 2:2      | WFC Wormerveer            |
| UVV Utrecht              | 2:1      | RV & AV Steeds Hooger     |
| VV Veendam               | 4:2      | DOTO Deventer             |
| WSV Woensel              | 3:6      | Be Quick 1887             |
| Zaanlandsche FC          | 2:3      | Alcmaria Victrix          |
| ZVV Zilvermeeuwen        | 5:0      | SV Gouda                  |

## Zwischenrunde
|                  | Ergebnis |                     |
| ---------------- | -------- | ------------------- |
| Alcmaria Victrix | 4:2      | Hollandia Hoorn     |
| DHC Delft        | 1:2      | CVV Rotterdam       |
| FC Eindhoven     | 2:1      | Blauw Wit Amsterdam |
| Koninklijke HFC  | 3:1      | ZVV Zilvermeeuwen   |
| FC Hilversum     | 2:1      | WFC Wormerveer      |
| VV Leeuwarden    | 0:4      | PEC Zwolle          |
| LFC Leiden       | 1:4      | DEC Amsterdam       |
| SML Arnheim      | 1:3      | RC Heemstede        |
| VV Veendam       | 1:2      | UVV Utrecht         |

## 5. Runde
|                   | Ergebnis |                      |
| ----------------- | -------- | -------------------- |
| CVV Rotterdam     | 3:2      | RFC Xerxes           |
| DEC Amsterdam     | 2:4      | Alcmaria Victrix     |
| Dordrechtsche FC  | 4:2      | Feijenoord Rotterdam |
| Enschedesche Boys | 3:2      | FC Eindhoven         |
| Go Ahead Deventer | 3:3      | UVV Utrecht          |
| Koninklijke HFC   | 1:1      | RC Heemstede         |
| FC Hilversum      | 3:1      | Heracles Almelo      |
| PEC Zwolle        | 6:2      | Be Quick 1887        |

## Viertelfinale
|                   | Ergebnis |                  |
| ----------------- | -------- | ---------------- |
| Alcmaria Victrix  | 3:4      | RC Heemstede     |
| CVV Rotterdam     | 3:2      | FC Hilversum     |
| Enschedesche Boys | 0:1      | PEC Zwolle       |
| UVV Utrecht       | 2:4      | Dordrechtsche FC |

## Halbfinale
|              | Ergebnis |                  |
| ------------ | -------- | ---------------- |
| PEC Zwolle   | 5:1      | CVV Rotterdam    |
| RC Heemstede | 4:0      | Dordrechtsche FC |

## Finale
| PEC Zwolle                                       | PEC Zwolle | RC Heemstede | RC Heemstede |
| ------------------------------------------------ | --- | --- | ------------ |
| PEC Zwolle                                       | \| 17. Juni 1928 in Hilversum (Sportpark Berestein) \| \| Ergebnis: 0:2 (0:1) \| \| Zuschauer: 400 \| \| Schiedsrichter: Dhr. Aerts \| \| Spielbericht \|                       | \| 17. Juni 1928 in Hilversum (Sportpark Berestein) \| \| Ergebnis: 0:2 (0:1) \| \| Zuschauer: 400 \| \| Schiedsrichter: Dhr. Aerts \| \| Spielbericht \| | RC Heemstede |
| PEC Zwolle                                       | Jos de Bont – Barend de Groot, Eef Admiraal – Jan van der Gronde, Lourents van der Bend, Jan Manni – Wim de Bruijn, Huub Palland, Philip de Bruijn, Zweers Evers, Jaap Albrecht | Kos – Van Es, Prefost – De Vos, Nieuwenhuis, Nagtegeller – Hanze, Muller, Verkerk, Ruys, Brugman                                                          | RC Heemstede |
| PEC Zwolle                                       | 0:1 Lourents van der Bend (30., Eigentor) 0:2 Barend de Groot (70., Eigentor)                                                                                                   | | RC Heemstede |
| 17. Juni 1928 in Hilversum (Sportpark Berestein) | | |              |
| Ergebnis: 0:2 (0:1)                              | | |              |
| Zuschauer: 400                                   | | |              |
| Schiedsrichter: Dhr. Aerts                       | | |              |
| Spielbericht                                     | | |              |